# A Fool There Was
Érase un tonto (en el original en inglés, A Fool There Was) es una película dramática muda estadounidense producida por William Fox, dirigida por Frank Powell, y protagonizada por Theda Bara. Estrenada en 1915, la película fue considerada mucho tiempo polémica por su uso de intertítulos atrevidos para la época como "Bésame, tonto!"
A fool there was es una de las pocas películas conservadas de Theda Bara. Popularizó la palabra vamp, para describir a una mujer fatal que causa la degradación moral de aquellos a los que seduce, primero fascinando y después agotando a sus víctimas.
En 2015, la Biblioteca del Congreso de Estados Unidos seleccionó la película para su preservación en el National Film Registry, encontrándola "culturalmente, históricamente, o estéticamente significativa".

## Argumento
John Schuyler (Edward José), un rico abogado y diplomático de Wall Street, es un marido dedicado y hombre familiar. Es enviado a Inglaterra en una misión diplomática sin su mujer e hija. En el barco conoce a la "Vamp" (Theda Bara) -un vampiro psíquico descrito como "una mujer de la especie del vampiro"- que utiliza sus encantos para seducir hombres, solo para irse después de arruinar sus vidas. Schuyler es otra de sus víctimas al caer completamente bajo su control. En el proceso de sucumbir a ella, abandona a su familia, pierde su trabajo, su estatus social, y se convierte en un borracho delirante. Todos los intentos de sus familiares de conseguir hacerle regresar fallan y el desventurado "tonto" se sumerge cada vez más en la degradación física y mental.

## Reparto
| Actor          | Personaje            |
| -------------- | -------------------- |
| Theda Bara     | Vampiresa            |
| Edward José    | Marido               |
| May Allison    | Hermana de la esposa |
| Clifford Bruce | Amigo                |
| Victor Benoit  | Víctima              |
| Frank Powell   | Doctor               |
| Minna Gale     | Prometida del doctor |
| Runa Hodges    | Hija                 |
| Mabel Frenyear | Esposa               |

## Base
La película se basa en la producción de Broadway de 1909 A Fool There Was de Porter Emerson Browne, que basó su obra en el poema de Rudyard Kipling El Vampiro.
Sobre el escenario, el papel de Bara fue interpretado por la actriz Katharine Kaelred y era sencillamente referido como "La mujer". La estrella de la obra era de hecho un hombre, un ídolo victoriano del momento llamado Robert C. Hilliard, cuyo nombre se presentó prominentemente en algunos anuncios de la película aunque no tuviera ninguna conexión con el film.

## Producción

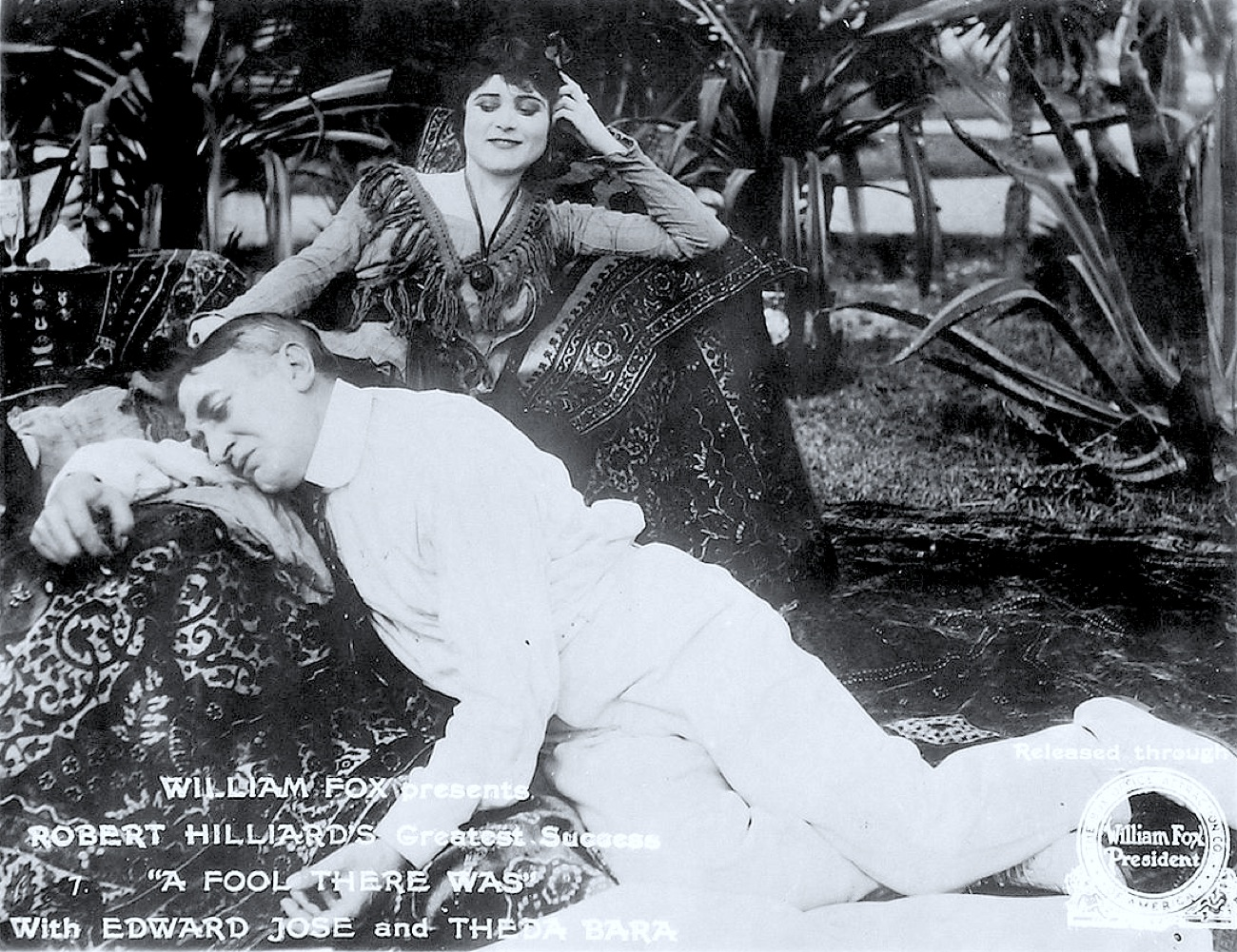
La "vampiresa" (Theda Bara) y el hombre rico de familia seducido y arruinado, John Schuyler (Edward José)

Los productores estaban ansiosos de rendir homenaje a su fuente literaria, haciendo que un actor real leyera el poema a la audiencia antes de cada proyección, y presentando pasajes del poema en los intertítulos de la película. El crédito oficial de Bara es incluso "El Vampiro", y por esta razón la película es a veces citada como la primera "película de vampiros". Sin embargo, tanto en la película como en el poema de Kipling, el término es utilizado metafóricamente pues el personaje no es literalmente un vampiro.
Aunque contiene escenas aparentemente ambientadas en Inglaterra e Italia, la película entera fue filmada en St. Augustine, Florida.

## Estreno
La película fue un hito de la publicidad cinematográfica temprana. En una rueda de prensa en enero de 1915, el estudio dio una elaborada biografía ficticia de Theda Bara, presentándola como una exótica actriz medio árabe, y la presentó con extravagantes atuendos entre pebeteros con esencias orientales. Posteriormente hicieron una filtración intencionada a la prensa de que todo era un bulo. Esto fue uno de primeros trucos publicitarios de Hollywood y para algunos convierte a Bara en la primera estrella "prefabricada".
A pesar de que parte de la película tiene lugar en el Reino Unido, la película no fue aprobada por la British Board of Film Classification, por su política de rehusar películas con relaciones sentimentales ilícitas. A pesar de que A Fool There Was nunca fue estrenada públicamente en Gran Bretaña, más tarde las películas de Theda Bara fueron permitidas.

## Comentario
La película es inusual para la época en que el marido no experimenta una redención, incluso cuando oye los gritos de su hija, ni el Vampiro es castigado por destruir una familia. La mayoría de las películas dramáticas de aquellos tiempos tenían finales felices.

## Preservación
A Fool There Was es una de las pocas películas de Theda Bara conservadas, con copias en el Museo de Arte Moderno, BFI Archivo Nacional, y otros archivos cinematográficos. Las otras películas supervivientes de Bara son The Stain  (1914), East Lynne (1916), The Unchastened Woman (1925), y dos comedias cortas que hizo para Hal Roach a mediados de los años 1920.

## Legado
En 1938, Tex Avery lanzó una historieta llamada A Feud There Was.
La película fue reconocida por el American Film Institute en estas listas:
- 2002: AFI  100 Años...100 Pasiones – Nominada[10]
- 2003: AFI  100 Años...100 Villanos y Héroes:
  - El Vampiro – Villana Nominada[11]